# Marianne Faithfull
Marianne Evelyn Gabriel Faithfull (Hampstead, 29 de dezembro de 1946 — Londres, 30 de janeiro de 2025) foi uma cantora e atriz britânica.

## Biografia
Começou a sua carreira em 1964 com “As Tears Go By”, canção composta por Mick Jagger, Keith Richards e Andrew Loog Oldham. Ela então lançou uma série de compactos bem-sucedidos, incluindo “This Little Bird”, “Summer Nights” e “Sister Morphine”. Em 1967 foi convidada pelos Beatles para participar do coro da música All You Need Is Love, na primeira transmissão mundial de televisão via satélite, juntamente com outros artistas como Mick Jagger, Keith Moon, Eric Clapton e Graham Nash. Em 1969, interpretou Ofélia na adaptação cinematográfica de Hamlet de Nicol Williamson.
Depois de se separar de Jagger, Faithfull parou de gravar durante um tempo e tornou-se viciada em drogas. Mudou-se para Dublin nos anos 1970, obtendo algum sucesso com o álbum Dreaming my Dreams, disco que mais tarde revelou não gostar muito. Faithfull retornaria com força total em 1979 com Broken English, álbum aclamado pela crítica, mas que não vendeu muito nos grandes mercados musicais. O mesmo aconteceu com Strange Weather (1987), considerado um dos seus melhores trabalhos.
A sua carreira teve novo fôlego nos anos 1990, com a gravação de Blazing Away e com uma participação em 1997 no álbum Reload, do Metallica, na canção The Memory Remains (e também no videoclipe da música). Faithfull continuou com a sua carreira de atriz e cantora até à sua morte, fazendo aparições ocasionais em seriados de televisão e filmes e lançando novos álbuns.

## Discografia
- Marianne Faithfull (1965)
- Go Away From My World (1966)
- North Country Maid (1966)
- Faithfull Forever (1966)
- Love in a Mist (1967)
- The World of Marianne Faithfull (1969)
- Dreamin' My Dreams (1977)
- Faithless (1978)
- Broken English (1979)
- As Tears Go By (1980)
- Dangerous Aquaintances (1981)
- A Child's Adventure (1983)
- Rich Kid Blues (1985)
- The Very Best of Marianne Faithfull (1987)
- Strange Weather (1987)
- Marianne faithfull's Greatest Hits (1987)
- Blazing Away (1990)
- This Little Bird (1993)
- Faithfull: A Collection of Her Best Recordings (1994)
- A Secret Life (1995)
- 20th Century Blues (1997)
- A Perfect Stranger (1998)
- Vagabond Ways (1999)
- The Best of Marianne Faithfull (1999)
- It's All Over Now, Baby Blue (2000)
- True - The Collection (2000)
- Stranger On Earth: An Introduction to Marianne Faithfull (2001)
- Kissin' Time (2002)
- The Best of Marianne Faithfull: The Millenium Collection (2003)
- Before the Poison (2005)
- Easy Come,Easy Go (2009)
- Horses And High Heels (2011)
- Give My Love To London (2014)

## Filmografia
- Made in U.S.A. (1966)
- Anna (1967)
- I'll Never Forget What's 'is Name (1967)
- La Motocyclette / The Girl on a Motorcycle (a.k.a. Naked Under Leather) (1968)
- Rock and Roll Circus (1968/Lançado em 1996)
- Hamlet (1969)
- Lucifer Rising (1972)
- Madhouse Mansion (1974)
- Assault on Agathon (1975)
- The Turn of the Screw (1992) (narração)
- When Pigs Fly (1993)
- Shopping (1994)
- Moondance (1995)
- Crimetime (1996)
- Intimacy (2001)
- Far From China (2001)
- Nord-Plage (2004)
- Paris, je t'aime (2006)
- Marie Antoinette (2006)
- Irina Palm (2007)
- Evil Calls: The Raven aka Alone in the Dark (2008)
- House of Boys (na pré-produção, 2008)